# Christian Schedlmayer
Christian Schedlmayer (* 5. August 1959 in Graz; † 8. Juli 2017 in Wien) war ein österreichischer Komponist.

## Leben
Christian Schedlmayer maturierte im Jahr 1978 und studierte im Jahr 1979 an der Alpen-Adria-Universität Klagenfurt Pantomime bei Alfred Meschnigg. Im selben Jahr wechselte er an die Universität für Musik und darstellende Kunst Wien und studierte bis zum Jahr 1984 Tonsatz bei Alfred Uhl, Historischer Tanz bei Eva Campianu, Instrumentenbau bei Josef Mertin und Peter Kukelka sowie Komposition bei Friedrich Cerha. Im Jahr 1990 schloss er mit Diplom mit Auszeichnung ebenda ab.
In den Jahren von 1986 bis 1993 war Schedlmayer Mitarbeiter beim Verlag Universal Edition in Wien, von 1991 bis 1993 als Redakteur. Im Jahr 1989 arbeitete er gemeinsam mit Karlheinz Essl, Christian Ofenbauer und dem Ensemble die reihe im Wiener Konzerthaus am Projekt „John Cage“ sowie mit HK Gruber, Cristian Ofenbauer und die reihe am Projekt „Mythos & Seele“. Im Jahr 1992 wurde ihm die Gesamtkonzeption für die Lange Nacht der Neuen Klänge im Konzerthaus übertragen, im selben Jahr war er Mitherausgeber der Zeitschrift für Neue Musik ton.
Im Jahr 1993 hielt Christian Schedlmayer Gastvorlesungen an der Hochschule Niyregyháza und der Universität für Musik und darstellende Kunst Wien.

„Mein Interesse gilt alten Instrumenten (eventuell präpariert) und neuen Instrumenten (digitalen). Leitfaden ist für mich die politische Relevanz offener musikalischer Konzeptionen, auch unter Verwendung traditioneller Strukturen, aber auch neue Techniken, Real-time-computing, ultraschnelle Zeiten, mehrschichtige Zeitformen. Besonders spannend finde ich die Konfrontation zwischen alten, auch subkulturellen Klangmythen und moderner Ziviltechnik.“

## Auszeichnungen
- 1990: Förderpreis der Stadt Wien[4]
- 1990: Stipendium der Alban Berg Stiftung
- 1990: Staatsstipendium für Komposition der Republik Österreich
- 1991: Arbeitsstipendium der Stadt Wien
- 1993: Staatsstipendium für Komposition der Republik Österreich
- 1997: Förderungspreis für Werke der letzten Jahre durch die SKE austro mechana[5]

## Werke
- Drei Stücke für Klavier – für Klavier solo (1986)[6]
- Zeit. An den Rändern der Dinge. Stille... – Streichquintett für zwei Violinen, zwei Violoncelli und Kontrabass (1987/1988)[6]
- Serpentinen- & Sekundenwalzer – für Klavier solo, mit Liszt und Zopen und im Gedenken an Louis James Alfred Lefébure-Wély im Dezember 1987 fürs Klavier komponiert (1987)[6]
- die zeit die schreitet so tönend … – Textinszenierung nach „Die Muße“ von Friedrich Hölderlin für vier Frauenstimmen, Ensemble und Elektronik (1988)[6]
- ohne zorn a time … – Oktett für zwei Violinen, Klarinette, Bassklarinette, Horn, Viola, Violoncello und Kontrabass (1990)[6]
- Reden. Echos – für großes Orchester (1990)[6]
- LiveTimes – für sieben Instrumente (1993)[6]
- LiveTimes – für Saxophonquartett und Elektronik (1994)[6]
- LiveTimes 95 – für Ensemble und Live Elektronik (1997/1998)[6]
- LiveTimes – Kleist Musik.Textinszenierung nach Heinrich von Kleist/Stadt Theater Wien (1997)[6]